# دهستان دودانگه (بهبهان)
دهستان دودانگه نام دهستانی در بخش مرکزی شهرستان بهبهان، استان خوزستان در ایران است. بر اساس سرشماری مرکز آمار ایران در سال ۱۳۸۵، جمعیت آن ۱۴۶۰۱ نفر (۲۸۶۳ خانوار) بوده‌است. 